# Belenci
Belenci (bułg. Беленци) – wieś w Bułgarii, w obwodzie Łowecz, w gminie Łukowit. Według danych szacunkowych Ujednoliconego Systemu Ewidencji Ludności oraz Usług Administracyjnych dla Ludności, 15 września 2022 roku miejscowość liczyła 464 mieszkańców.